# Iglesia de San Roque (Barranquilla)
La iglesia de San Roque de Barranquilla es una iglesia de culto católico bajo la advocación de San Roque de Montpellier, patrono popular de la ciudad. Es una edificación de estilo neogótico cuya construcción comenzó el 31 de octubre de 1853 y tomó 5 años, cuando el 15 de agosto de 1857 recibió el impulso definitivo para su culminación por el presbítero Rafael Ruiz.
El templo está situado en el barrio San Roque de Barranquilla, sobre la calle 30. Fue una parroquia ilegal desde el 31 de octubre de 1853 hasta el 30 de julio de 1881 cuando monseñor José Romero, obispo de Santa Marta, la consagró oficialmente en parroquia.

## Historia
En 1849, una epidemia de cólera azotó la entonces villa de Barranquilla, causando muertes en todos los vecindarios. Una familia de la ciudad consiguió una imagen de San Roque, patrono de los pobres, decorando la habitación donde reposaba la imagen como especie de pequeña capilla, donde las personas llegaban a venerar al santo de la imagen. 
En la época del cólera, muchas personas hacían oraciones y promesas a San Roque para que acabara la epidemia, llegando incluso a prometer la construcción de una iglesia en su honor. La epidemia terminó y enseguida los habitantes de Barranquilla comenzaron a hacer los trámites para su construcción

## Construcción
Cuando la epidemia hubo terminado, las personas que prometieron la construcción del templo, comenzaron con los trámites para su construcción y el 12 de septiembre de 1853, el gobernador de la provincia de Sabanilla y un numeroso grupo de familias, solicitan a la autoridad diocesana la licencia para construir una iglesia en honor a San Roque en el sur de Barranquilla. La respuesta fue un no rotundo, ya que la iglesia de San Nicolás estaba en mal estado y no había suficiente feligresía en la ciudad como para construir otra iglesia. Pero el sacerdote Rafael Ruiz, vicario de San Nicolás, en un acto rebelde en contra de sus superiores, secunda la idea y coloca la primera piedra de la nueva iglesia el 31 de octubre de 1853. 
La construcción duró 4 años, 3 meses y 16 días, siendo inaugurada la nueva iglesia el 15 de agosto de 1857 entre cantos y festejos.

## La consagración
Un grupo de personas, en vista de la negativa de monseñor José Romero, obispo de Santa Marta, de consagrar la iglesia de San Roque, acudieron al obispo de Cartagena de Indias, monseñor Bernardino Medina y Moreno, el 2 de febrero de 1858, para la consagración de la recién construida iglesia. Al igual que monseñor José Romero, la respuesta de monseñor Bernardino Medina fue un no rotundo y, además, el traslado del sacerdote Rafael Ruiz a la población de Galapa. A mediados de 1858, algunas personas fueron hasta Galapa y llevaron al sacerdote Rafael Ruiz de nuevo a Barranquilla.
El 1.º de enero de 1867, el techo de la iglesia se derrumbó y el sacerdote Rafael Ruiz, después de hacer varias conjeturas, dedujo que el derrumbe del techo de la iglesia era un mensaje de Dios para que se arrepintiera de su rebeldía contra sus superiores. Así lo hizo, y monseñor José Romero lo recibió con gusto al ver que el rebelde volvía a la legalidad. Así, monseñor José Romero accedíó a consagrar la iglesia de San Roque en parroquia el 30 de julio de 1881.

## La reconstrucción
A finales de 1899, el sacerdote Manuel de la V. Coronel hace levantar los planos para la reconstrucción de la iglesia luego del desplome del techo en 1867. El 1 de enero de 1900, monseñor Pedro Adán Brioschi, obispo de Cartagena de Indias, coloca la primera piedra para la reconstrucción de la nueva iglesia, la cual dura 14 años, pero las columnas que habían levantado se derrumbaron, y para evitar otro error en la construcción, contratan al ingeniero holandés Antonio Stoute, comenzando la elaboración de los planos de la actual iglesia. En 1901 se encarga de la iglesia a los padres capuchinos.
Luego de terminada la reconstrucción del templo, la nueva iglesia es consagrada por segunda vez el 19 de octubre de 1941, esta vez por monseñor Francisco Ituriza, obispo de Coro, de la comunidad salesiana.

## San Roque en la actualidad

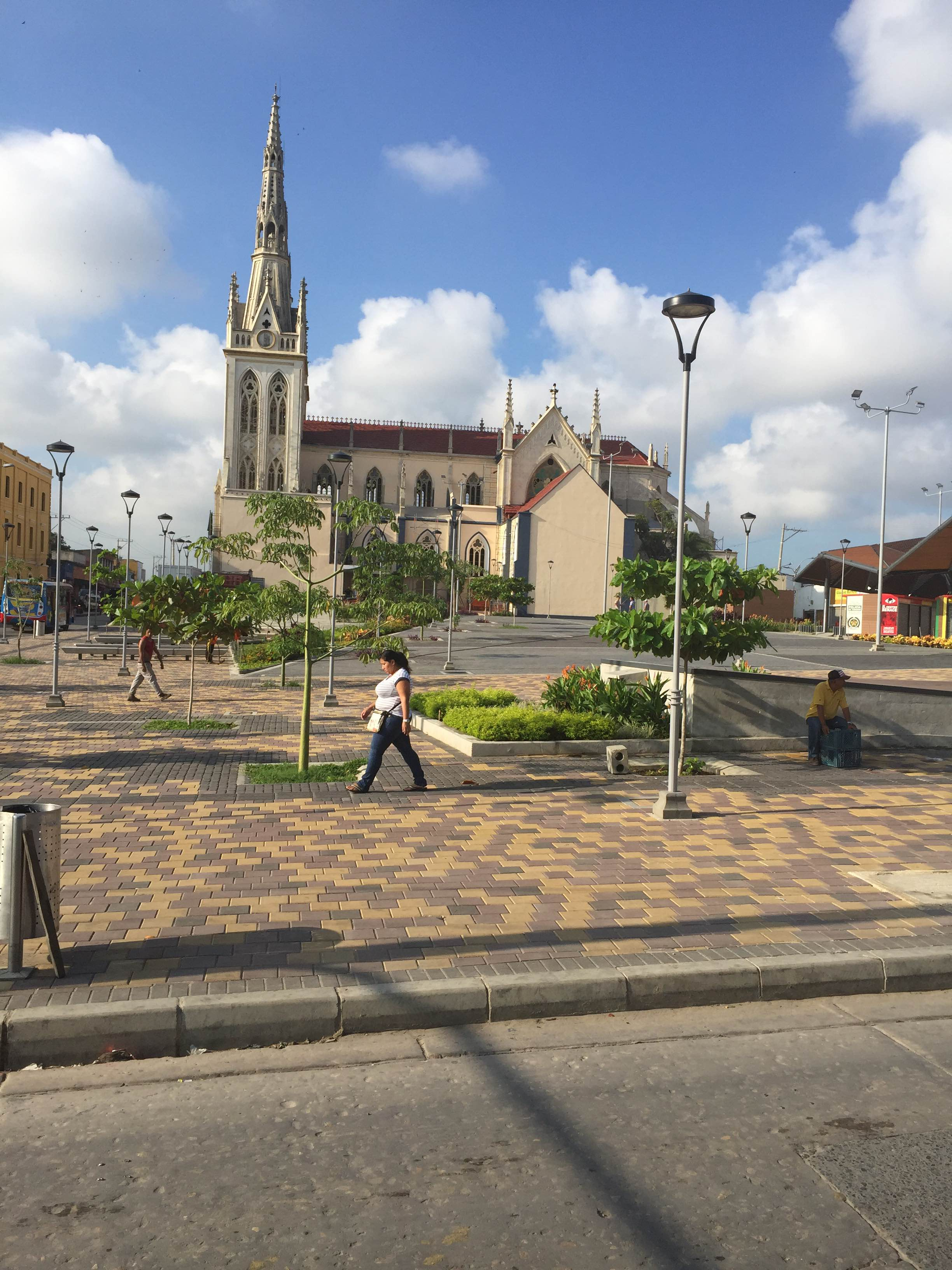
Plaza de San Roque.

En 2015 se construyó la plaza de San Roque en el costado norte del templo, lo cual implicó la demolición de los inmuebles adyacentes hasta la carrera 38. El proyecto comunica la iglesia con el Hospital General de Barranquilla y la plaza del Hospital.

## Estado de conservación
Las paredes no presentan grietas, por lo que se presume que los cimientos están en buen estado.
Los pares y tablazón tienen manchas causadas por las filtraciones. Las zonas más afectadas son las maderas de borde que recorren las coronas de los muros.

## Reliquias
La iglesia de San Roque tiene varios iconos sagrados, todos de más de 100 años, como San Roque, María Auxiliadora, Niño Jesús de Praga, San José y la Virgen María. El Vía Crucis fue fabricado en Francia y restaurado en 2008.

## Características
La iglesia es estilo neogótico florentino, único en Colombia, reflejado particularmente en sus altísimas torres y en la amplia cúpula.
La entrada principal consiste en grandes puertas de madera tallada cuidadosamente. Está rematada por arcos ojivales, lo mismo que los ventanales. 
En medio de las torres se encuentra un vitral en forma de ojiva, sobre el que reposa un frontón rematado por una cruz. La imagen tradicional de San Roque, hecha en madera, es la más antigua y está ubicada a la entrada de la iglesia.

## Ubicación
La dirección del templo es calle 30 N.º 36-41, barrio San Roque. Teléfono (57) (5) - 3405077.